# دی‌ان‌ای پریماز
در فرایند ساختن دی‌ان‌ای توسط دی‌ان‌ای-پلی‌مراز قطعه‌ای به عنوان نقطهٔ شروع لازم است. وظیفهٔ دی‌ان‌ای پریماز تولید این قطعه به نام آغازگر است. در حین فرایند ساخت دی‌ان‌ای، قطعهٔ دی‌ان‌ای تک رشته‌ای می‌شود. پریماز آنزیمی است که مولکول‌های آران‌ای تولید می‌کند که سری آن‌ها مکمل قطعه دی‌ان‌ای تک‌رشته‌ای‌شده‌است. قطعه آران‌ای تولید شده برای شروع فرایند همانندسازی دی‌ان‌ای توسط دی‌ان‌ای پلیمراز لازم است، زیرا دی‌ان‌ای پلیمراز تنها می‌تواند نوکلئوتیدهای جدید تولید شده را به نوکلئوتیدهای قبلی بچسباند. این آنزیم نوعی آران‌ای پلیمراز است، زیرا وظیفهٔ آن ساخت مولکول‌های آران‌ای است.

## انواع دی‌ان‌ای پریماز
دی‌ان‌ای پریمازها به دو گونهٔ کلی باکتریایی و هسته‌ای یوکاریوت تقسیم می‌شوند. ژن‌های هر دو نوع پریماز در جد مشترک این دو گونه بوده‌اند اما با پیشروی در هر یک در باکتری‌ها نوع باکتریایی و در یوکاریوت‌ها و آرکیاها نوع دیگر باقی مانده‌است. این دو گونهٔ پریمازها از لحاظ ژنی و ساختار پروتئینی با هم متفاوتند اما عملکرد یکسانی دارند.

### دی‌ان‌ای پریماز باکتریایی
پریمازهای باکتریایی تک‌پارهایی هستند که با هلیکازهای DnaB تعامل دارند. هلیکازها شاخهٔ همانندسازی را از هم باز می‌کنند. ژن مرکزی تنظیم‌کنندهٔ فرایند سنتز ماکرومولکولی، ژن این نوع پریماز یعنی DnaG است، که برای فاز اولیه ترجمه، رونوشت و همانندسازی ژن‌های لازم را حمل می‌کند. DnaG بیش از دو نوع ژن دیگر یعنی rpsU و rpoD تنظیم می‌شود و کمتر از همه بیان می‌شود.

### دی‌ان‌ای پریماز یوکاریوتی و آرکیایی
پریمازهای یوکاریوتی ناجوردوپارهایی هستند که شامل زیرواحد کوچک پریماز است که کار آن ساخت آغازگر است و زیرواحد بزرگ که فعالیت آن را تعدیل می‌کند. به این نوع AEP گفته می‌شود.

## دی‌ان‌ای پریماز و بیماری‌ها

### بیماری‌زایی
در یکی از مطالعات انجام شده، نقش رخ دادن جهش در توالی دی‌ان‌ای پریماز، در سلول‌های عصبی شبکیهٔ چشم است. مشاهده شده‌است که جهش یافتن دی‌ان‌ای پریماز سبب مختل شدن تقسیم سلولی نمی‌شود و در عوض باعث مرگ سلولی سلول‌های عصبی شبکیهٔ چشم با تعداد بالا در فرایند تمایزیابی می‌شود. این جهش در یک زیربخش کوچک دی‌ان‌ای پریماز، یعنی prim1 اتفاق افتاده‌است. ساخت آران‌ای‌ای که توسط Prim1 تسریع می‌شود، در فعال‌سازی فرایند پاسخ‌گویی آسیب دی‌ان‌ای هائز اهمیت است. این جهش سبب فعال شدن بعضی بازرسی‌های سلولی و مهارکننده‌های تومور می‌شود که به مرگ سلولی منتهی می‌شوند.

### استفاده برای درمان
در مطالعه‌ای دیگر، بررسی شده چه طور می‌توان برای تولید آنتی‌بیوتیک دی‌ان‌ای پریماز را هدف قرار داد. در واقع بخش مورد هدف آنتی‌بیوتیک می‌تواند DnaG در دی‌ان‌ای پریماز باشد. با حذف DnaG از کروموزوم اسمگماتیس مایکروباکتریایی، باکتری کشته می‌شود. به‌طور کل از تفاوت‌های ساختاری دی‌ان‌ای پریمازها در باکتری‌ها و در انسان‌ها می‌توان در حوزهٔ طراحی دارو استفاده کرد.

## دی‌ان‌ای پریماز به عنوان ترمز در فرایند همانندسازی
یکی از شگفتی‌ها در رابطه با همانندسازی دی‌ان‌ای چگونگی برقرار شدن تعادل بین سرعت همانندسازی دی‌ان‌ای در شاخهٔ پیشرو است که با سرعت و پشت سر هم همانندسازی می‌کند، با شاخه‌ای که باید قطعات اوکازاکی در آن ایجاد شود تا در آن دی‌ان‌ای پسرو همانندسازی شود. در واقع باید با زمان‌بندی بسیار دقیق آنزیمی سرعت شاخهٔ پیشرو کاهش پیدا کند. مشاهده شده‌است که ساخت آغازگرها در شاخهٔ دیگر باعث مکث‌های کوتاه در شاخهٔ پیشرو می‌شود که این موضوع باعث می‌شود سرعت این دو شاخه باهم تنظیم شوند. در شاخهٔ پسرو یک حلقهٔ همانندسازی تشکیل و رها می‌شود. پیش از تشکیل این حلقه پریماز به عنوان ترمز عمل می‌کند.